# L'evaso di Chicago
L'evaso di Chicago (Der Flüchtling aus Chicago) è un film del 1934 diretto da Johannes Meyer.

## Produzione
Il film fu prodotto dall'Atalanta Produktion e Bavaria Film. Venne girato ai Bavaria Filmstudios di Grünwald, in Baviera.

## Distribuzione
Distribuito dalla Bayerische Filmgesellschaft-m-b-H, uscì nelle sale cinematografiche tedesche il 31 gennaio 1934.